# Halcali
HALCALI (japanska: Harukari) är en j-pop grupp bestående av två unga tjejer; Haruka och Yukari. Haruka är född den 21 april 1988, och Yukari den 18 juli 1987. Båda tjejerna är från Meguro, Tokyo och de har hittills släppt tolv singlar, ett remixalbum, tre originalalbum och slutligen tre DVD:er. 
Själva namnet Halcali kommer från deras smeknamn, Halca och Yucali.
Haruka och Yukari signerades av Oshare Track Factory den 26 juli 2002 efter att de hade gått på en audition för 'tjejrappare' som hölls av Rip Slyme. Deras första singel Tandem blev uppmärksammad i Japan och hamnade på plats nr 19 på Oricon Charts.
Halcali gjorde sin internationella debut 2007 i Paris då de spelade på engagemanget Japan Expo. De gjorde ännu en spelning där och sedan gjorde de sin USAdebut maj 2008. 